# Stacy Lewis
Stacy Lewis (nascida em 16 de fevereiro de 1985) é uma jogadora profissional de golfe norte-americana que joga no LPGA Tour, onde fez sua estreia em 2007. Venceu dois principais campeonatos: Campeonato Kraft Nabisco de 2011 e Aberto Britânico de 2013. Foi classificada como número um no ranking mundial feminino de golfe por quatro semanas em 2013 e recuperou a posição em junho de 2014 durante outras vinte e uma semanas, ao vencer ShopRite LPGA Classic.
Tornou-se profissional em 2008 e representou Estados Unidos na competição feminina de golfe nos Jogos Olímpicos de Verão de 2016, realizados no Rio de Janeiro, Brasil. Terminou sua participação em terceiro lugar no jogo por tacadas individual.